# Pantodactylus quadrilineata
Espèce
Synonymes
- Cercosaura quadrilineata Boettger, 1876
- Pantodactylus femoralis Vanzolini, 1948

Pantodactylus quadrilineata est une espèce de sauriens de la famille des Gymnophthalmidae.

## Répartition
Cette espèce est endémique du Brésil. Elle se rencontre dans les États du Minas Gerais, de Rio de Janeiro, de São Paulo et du Paraná.

## Publication originale
- Boettger, 1876 : Über eine neue Eidechse aus Brasilien. Bericht über die Senckenbergische Naturforschende Gesellschaft in Frankfurt am Main, vol. 1876, p. 140-143 (texte intégral).